# Institutul pentru Studierea Problemelor Minorităților Naționale
Institutul pentru Studierea Problemelor Minorităților Naționale (ISPMN) este o instituție publică din România, cu personalitate juridică, aflată în subordinea Guvernului și în coordonarea Departamentului pentru Relații Interetnice.
A fost înființat în anul 2000 și funcționează la Cluj-Napoca.
Obiectivele Institutului sunt studierea și cercetarea inter și pluridisciplinară a păstrării, dezvoltării și exprimării identității etnice, aspectelor sociologice, istorice, culturale, lingvistice, religioase sau de altă natură ale minorităților naționale și ale altor comunități etnice din România.